# Todirostre flammulé
Hemitriccus flammulatus
Espèce
Statut de conservation UICN

 LC  : Préoccupation mineure
Le Todirostre flammulé (Hemitriccus flammulatus) est une espèce de passereau de la famille des Tyrannidae,.

## Systématique et distribution
Cet oiseau est représenté par deux sous-espèces selon la classification de référence du Congrès ornithologique international (version 9.1, 2019) :
- Hemitriccus flammulatus flammulatus von Berlepsch, 1901 : est tropical du Pérou, régions limitrophes du sud-ouest du Brésil et Yunga du nord de la Bolivie ;
- Hemitriccus flammulatus olivascens (Todd, 1915) : nord tropical de la Bolivie (jusqu'à Santa Cruz de la Sierra)[1],[2],[4].